# Hrafnhildur Lúthersdóttir
Hrafnhildur Lúthersdóttir (ˈr̥apn̥ˌhɪltʏr ˈlu:tʰɛr̥sˌtouhtɪr; * 2. August 1991 in Hafnarfjörður) ist eine isländische Schwimmerin.

## Sportliche Karriere
Hrafnhildur nahm 2012 und 2016 für Island an den Olympischen Sommerspielen teil und erreichte bei letzteren über 100 m Brust den 6. Finalplatz. Ebenso gewann sie zwei Silber- und eine Bronzemedaille bei den Schwimmeuropameisterschaften in London im Jahr 2016 und erlangte den sechsten Platz bei den Schwimmweltmeisterschaften in Kasan im Jahr 2015.
Hrafnhildur stellte eine Reihe von Bestzeiten auf; unter anderem hält sie elf isländische Rekorde auf der Kurzbahn (25 m) sowie zehn nationale Rekorde auf der Langbahn (50 m). Sie wurde vom isländischen Schwimmverband zur Schwimmerin des Jahres (isländisch sundkona ársins) 2010 ernannt; ebenso wurde sie im selben Jahr als Hafnarfjörðurs Sportlerin des Jahres (isländisch íþróttakona Hafnarfjarðar) geehrt.

## Privates
Hrafnhildur studierte Public Relations an der University of Florida und erwarb 2015 ihren Abschluss.